# بوب تود (ممثل)
بوب تود (بالإنجليزية: Bob Todd)‏ هو ممثل بريطاني (وحمل سابقاً جنسية المملكة المتحدة لبريطانيا العظمى وأيرلندا)، ولد في 15 ديسمبر 1921 في المملكة المتحدة، وتوفي في 21 أكتوبر 1992 بساسكس في المملكة المتحدة.

## وصلات خارجية
- بوب تود على موقع IMDb (الإنجليزية)
- بوب تود على موقع قاعدة بيانات الفيلم (الإنجليزية)